# Ravine Gabriel
Der Ravine Gabriel (auch: River Gabriel, dt.: Sturzbach/Schlucht Gabriel) ist ein Bach an der Westküste von Dominica. Er verläuft im Süden des Parish Saint Peter und mündet in der Anse Gabriel ins Karibische Meer.

## Geographie
Der Ravine Gabriel ist entspringt im Gebiet von Madlome in ca. 500 m Höhe über dem Meer. Steil verläuft er in westlicher Richtung und mündet nach etwa 2,7 km ins Karibische Meer. An seiner Mündung wurde ein Schiffsanleger gebaut.
Benachbarte Fließgewässer sind der Ravine Bouleau im Süden und der Ravine Lamothe als Zufluss des Colihaut River im Norden.